# Todd Reid
Todd Reid (Sydney, 3 giugno 1984 – Sydney, 23 ottobre 2018) è stato un tennista australiano.

## Biografia
Nel 2002 vinse il titolo juniores in singolare a Wimbledon.
Come professionista si issò fino alla posizione numero 105 del ranking ATP in singolare. Raggiunse il terzo turno all'Australian Open nel 2004 e fu membro della squadra australiana in Coppa Davis.
Reid è scomparso nell'ottobre 2018 a 34 anni. Si era ritirato nel 2005 a causa di vari infortuni.

## Statistiche

### Tornei minori

#### Singolare

##### Vittorie
| Legenda tornei minori |
| Challenger (0)        |
| Futures (5)           |

| Numero | Data             | Torneo                      | Superficie  | Avversario in finale | Punteggio     |
| 1.     | 3 marzo 2002     | New Zealand F1, Blenheim    | Cemento     | Mark Nielsen         | 7-5, 7–6(7)   |
| 2.     | 19 maggio 2002   | U.S.A. F11, Hallandale      | Terra rossa | Marcio Carlsson      | 7-5, 4-6, 6-4 |
| 3.     | 11 maggio 2003   | Great Britain F6, Edimburgo | Terra rossa | Joseph Sirianni      | 6-3, 6-1      |
| 4.     | 16 novembre 2003 | Australia F4, Melbourne     | Erba        | Peter Luczak         | 6-4, 7-5      |
| 5.     | 13 marzo 2005    | U.S.A. F6, McAllen          | Cemento     | Michael Russell      | 6-3, 6-0      |

##### Finali perse
| Legenda tornei minori |
| Challenger (1)        |
| Futures (4)           |

| Numero | Data             | Torneo                                      | Superficie  | Avversario in finale   | Punteggio      |
| 1.     | 1º dicembre 2002 | Australia F6, Barmera                       | Cemento     | Mark Hlawaty           | 6(1)–7, 6(4)–7 |
| 2.     | 9 novembre 2003  | Australia F3, Melbourne                     | Erba        | Bernard Parun          | 6-1, 6-4       |
| 3.     | 11 gennaio 2004  | Internationaux de Nouvelle-Calédonie, Numea | Cemento     | Guillermo Cañas        | 4-6, 3-6       |
| 4.     | 20 febbraio 2005 | Australia F1, Wollongong                    | Cemento     | Ti Chen                | 3-6, 0-6       |
| 5.     | 7 aprile 2008    | Spain F16, Gandia                           | Terra rossa | Javier Genaro-Martinez | 1-6, 5-7       |